# Октябрьское сельское поселение (Карачаево-Черкесия)
Октябрьское се́льское поселе́ние — муниципальное образование в Прикубанском районе Карачаево-Черкесии Российской Федерации.
Административный центр — посёлок Октябрьский.

## История
Статус и границы сельского поселения установлены Законом Карачаево-Черкесской Республики от 6 марта 2006 года № 13-РЗ «от 24 февраля 2004 года № 84-РЗ «Об административно-территориальном устройстве Карачаево-Черкесской Республики».

## Население
| 2002  | 2010  | 2012  | 2013  | 2014  | 2015  | 2016  |
| ----- | ----- | ----- | ----- | ----- | ----- | ----- |
| 2346  | ↘2093 | ↘2070 | ↗2075 | ↘2052 | ↗2055 | ↘2040 |
| 2017  | 2018  | 2019  | 2020  | 2021  | 2023  | 2024  |
| ↘2000 | ↘1979 | ↘1965 | ↘1958 | ↗2042 | ↘2003 | ↘1968 |
| 2025  |       |       |       |       |       |       |
| ↘1964 |       |       |       |       |       |       |

## Состав сельского поселения
| № | Населённый пункт | Тип населённого пункта          | Население |
| - | ---------------- | ------------------------------- | --------- |
| 1 | Новый            | посёлок                         | ↘156      |
| 2 | Октябрьский      | посёлок, административный центр | ↘1508     |
| 3 | Солнечный        | посёлок                         | ↗378      |